# Округ Хендрикс (Индијана)
Хендрикс (енгл. Hendricks County) је округ у америчкој савезној држави Индијана.

## Демографија
По попису из 2010. године број становника је 145.448, што је 41.355 (39,7%) становника више него 2000. године.
| Група             | 2000.          | 2010.           |
| Белци             | 99.978 (96,0%) | 128.664 (88,5%) |
| Афроамериканци    | 1.162 (1,1%)   | 7.084 (4,9%)    |
| Азијати           | 687 (0,7%)     | 3.028 (2,1%)    |
| Хиспаноамериканци | 1.162 (1,1%)   | 4.379 (3,0%)    |
| Укупно            | 104.093        | 145.448         |